# Зулу (филм, 1964)
„Зулу“ (на английски: Zulu) е британски военен филм от 1964 г., режисиран от Сирил Ендфийлд. Действието на филма се развива в битката при Рорк Дрифт през 1879 г.

## Сюжет
През 1879 г. британското правителство е информирано, че армията му е претърпяла решително поражение от зулусите в битката при Исандхлвана. Кралят на зулусите, Четшвайо, е информиран за голямата победа на сватбена церемония, на която присъстват шведският мисионер Ото Вит и дъщеря му.
Мисионерската станция „Роркс Дрифт“ в Натал се използва от британската армия като склад за доставки и болница. Лейтенант от Кралските инженери Джон Чард и командирът на лагера, лейтенант Гонвил Бромхед, получават новина за унищожението на британската колона и също така научават, че голяма зулуска сила от 4000 воини приближава. Като старши пионер, Чард поема командването, което първоначално не се харесва на пехотинец Бромхед. Чард решава, че мисионерската станция трябва да бъде защитена, тъй като болницата съдържа много ранени от предишната битка. Лагерът е укрепен, с около 100 войници и 30 ранени с ограничена бойна годност, готови за отбрана. Към тях се присъединяват няколко доброволци, като бура Адендорф, който действа като съветник. Те използват каруци, чували със зърно и щайги с корабни бисквити, за да построят барикади и да чакат атаката. Чард не успява да убеди отряд бурска кавалерия да остане, но успяват да изпратят ездач, който да поиска подкрепления. Мисионерът Вит, който оттогава се е завърнал, се опитва да убеди войниците да не се бият. Неговият пацифизъм и пораженчество, провъзгласени с религиозен плам, карат местните помощници да избягат и впоследствие той е затварян от офицерите. Вит и дъщеря му са прогонени от гарата, но зулусите им позволяват да си тръгнат. Междувременно барикадите са се разширили до такава степен, че не могат да бъдат лесно преодолени.
Зулусите, които вече се бяха приближили, демонстрираха висока степен на организация и дисциплина срещу британците и защитниците осъзнаха, че са изправени пред сериозни противници. Умело изпълнените атаки от числено превъзхождащите воини обаче се провалиха поради британските укрепления, огневата мощ на войниците и гъвкавото ръководство на техните офицери. Зулуските стрелци, въоръжени с пушки, заловени в Исандхлвана, представляваха предизвикателство за защитниците, но имаха слабо обучение в използването на огнестрелно оръжие. Въпреки това британците понесоха загуби; няколко войници бяха убити и много ранени в близък бой. През следващите няколко часа зулуските предприеха вълна след вълна от атаки, които бяха отблъснати. Болницата обаче беше подпалена, принуждавайки ранените да се бият със зулусите, докато се опитваха да избягат от пламъците. Атаките продължиха до късно през нощта. Британците бяха принудени да се оттеглят и се окопаха зад барикада от чували със зърно, която беше струпана все по-високо и по-високо по време на затишията в боевете. Чард възнамерява да се противопостави на очакваната атака от висок редут и оставя изтощените войници да се окопават цяла нощ.
Зулусите обаче също са понесли значителни загуби поради огневата мощ на защитниците и са решени да прекратят обсадата бързо, също и защото знаят, че подкрепленията приближават. На следващата сутрин те парадират на няколкостотин метра пред станцията и започват бойна песен преди финалния щурм. Британците отговарят с „Мъже от Харлех“ – уелски военен марш. Последна, мощна атака се нахвърля върху станцията, но Чард и Бромхед образуват тройна линия от стрелци при редута и атаката се проваля под бърз залпов огън. След като последната атака на зулусите е отблъсната, те се оттеглят, пеейки химн за героизма на британските защитници. В последната сцена на филма Ричард Бъртън чете списъка с носителите на Викториански кръст за тази битка.

## Исторически факти
Боят, описан във филма, е нападение на 4000 зулуси срещу шведска мисионерска станция битката при Роркес Дрифт в Натал на 22 януари 1879 г. Станцията е защитавана от 139 британски войници. Загиналите зулуси са приблизително 350, а британските жертви – 17. Единадесет мъже са наградени с Викториански кръст, най-големият брой подобни отличия, присъждани някога за бой в един ден. Сред отличените е швейцарецът Кристиан Фердинанд Шис.
Зулусите преди това са нанесли катастрофално поражение на британската армия в битката при Исандхлуана, в която бяха убити над 1300 британски и африкански спомагателни войски. От 22 000 зулуски войски около 1000 са убити, а до 2000 други зулуски воини може да са били ранени.